# Vitorchiano
Vitorchiano település Olaszországban, Viterbo megyében. Lakosainak száma 5256 fő (2023. január 1.). Vitorchiano Bomarzo, Soriano nel Cimino és Viterbo községekkel határos.

## Népesség
A település népessége az elmúlt években az alábbi módon változott:
| Lakosok száma | 5270 | 5235 | 5256 |
|               | 2017 | 2018 | 2023 |